# 尼安德特人
尼安德特人（学名： 或 ，简称尼人）是已灭绝的早期智人物种（或亚种），直至4万年前仍生活在欧洲。关于其灭绝原因有许多猜想，包括人口因素，例如族群过小和近亲繁殖问题、竞争取代、与智人的杂交和同化、气候变化、疾病，或所有上述因素的组合。
尼安德特人与现代人类的分离时间未定，研究者提出的时间范围从31.5-80万年前不等。尼安德特人从其祖先海德堡人分离的时间也未确定。距今最久远的疑似尼安德特人骸骨可追溯至43万年前，此发现还有待验证。研究者也发现了许多尼安德特人化石，大部分在距今13万年内。尼安德特人的模式样本是1856年发现于德国尼安德河谷的尼安德特1号化石。在20世纪早期，多数欧洲学者将尼安德特人描绘为原始、野蛮、愚笨的物种，如今上述偏见已被科学界抛弃，但仍广泛流行于大众文化。
尼安德特人的技艺相当精湛，他们创造了旧石器时代的莫斯特文化。他们会生火，搭建挂炉，利用桦焦油作为粘合剂，也会编制并制作简单的衣物、被褥和雨披。他们甚至掌握航海技术，能够穿行地中海。他们会使用草药，医治重疾，储存食物，掌握多种烹饪技巧（例如烤、煮和烟熏）。他们的食物来源广泛，主要捕猎有蹄类动物，但也包括其它大型动物、植物、小型哺乳类、鸟类、水生动物和采集海洋资源。虽然作为顶级捕食者，他们也需要同洞熊、穴獅、洞鬣狗等大型捕食者竞争。许多旧石器艺术都被认为是出自尼安德特人之手，他们或许将鸟类羽毛和贝壳作为装饰，收集水晶和化石，在岩石上雕刻，制作音乐（证据包括Divje贝贝长笛）。他们在西班牙史前洞穴中遗留的艺术可追溯至6.5万年前，不过这个结论仍有争议。尼安德特人或许有口头言语能力，也有人声称他们有自己的宗教。
相比现代人类，尼安德特人的体格更加健壮，四肢更短。研究者通常认为这种形态特征是为适应当时欧洲寒冷的环境，不过也有人提出这可能是对温暖森林环境中快速奔跑的适应。尼安德特人对寒冷环境的特化还包括特殊的身体脂肪储存机制，以及可更有效加热空气的大鼻腔（虽然这种变化可能更多是源于遗传漂变）。尼安德特人男性平均身高165cm，女性153cm，与工业革命前的现代人类相当。尼安德特人的脑容量比现代人类更大，男性和女性分别为1,600cm3和1,300cm3。相比现代人类，尼安德特人有更长的头骨和更小的顶叶和小脑，形态学常根据上述特征识别样本所属物种。
尼安德特人的总人口一直保持在較小規模，因此有微小害处的基因可能更容易传播，并且有限的人口也阻碍了远距离群体的基因交流。不过也有证据显示，尼安德特人中存在区域性文化，不同群体间也存在持续交流。他们可能有一些常居洞穴，会在这些洞穴之间季节性迁徙。尼安德特人的生活环境充满危险，受伤几率极高，80%的个体无法活过40岁。2010年创建的尼安德特人基因组计划初始报告显示，尼安德特人与现代人类之间有过两度杂交。第一次时间可能在31.6-21.9万年前，第二次可能发生在10万-6.5万年前。他们可能也和早期智人的另一亚种丹尼索瓦人在西伯利亚有杂交。欧亚人、澳洲土著、美拉尼西亚人、美洲土著、北非人有大约1-4%的基因来自尼安德特人，而撒哈拉以南的人类只有0.3%的基因来自尼安德特人，这0.3%的基因可能源自现代人类和尼安德特人的共同祖先，或来自欧洲人往非洲的回迁。总体而言，尼安德特人基因中有20%的变异遗传到了现代人类身上，尽管其中大部分是有害或无用的，但研究发现有部份基因影响了现代人类的免疫系统和其它一些生物机制与结构。

## 分类与演化

### 分类
|  | 丹尼索瓦人 - 丹尼索瓦洞穴 |
|  |                           |
|  | 丹尼索瓦人 - 白石崖溶洞   |
|  |                           |

|  | 尼安德特人 - 丹尼索瓦洞穴                                                                               |
|  | |
|  | \| \| 尼安德特人 - 西德隆洞穴 \| \| \| \| \| \| 尼安德特人 - 温迪亚洞穴 \| \| \| \| |
|  | |
|  | 尼安德特人 - 西德隆洞穴                                                                                 |
|  | |
|  | 尼安德特人 - 温迪亚洞穴                                                                                 |
|  | |

|  | 尼安德特人 - 西德隆洞穴 |
|  |                         |
|  | 尼安德特人 - 温迪亚洞穴 |
|  |                         |

|  | 丹尼索瓦人 - 丹尼索瓦洞穴 |
|  |                           |
|  | 丹尼索瓦人 - 白石崖溶洞   |
|  |                           |

|  | 尼安德特人 - 丹尼索瓦洞穴                                                                               |
|  | |
|  | \| \| 尼安德特人 - 西德隆洞穴 \| \| \| \| \| \| 尼安德特人 - 温迪亚洞穴 \| \| \| \| |
|  | |
|  | 尼安德特人 - 西德隆洞穴                                                                                 |
|  | |
|  | 尼安德特人 - 温迪亚洞穴                                                                                 |
|  | |

|  | 尼安德特人 - 西德隆洞穴 |
|  |                         |
|  | 尼安德特人 - 温迪亚洞穴 |
|  |                         |

|  | 丹尼索瓦人 - 丹尼索瓦洞穴 |
|  |                           |
|  | 丹尼索瓦人 - 白石崖溶洞   |
|  |                           |

|  | 尼安德特人 - 丹尼索瓦洞穴                                                                               |
|  | |
|  | \| \| 尼安德特人 - 西德隆洞穴 \| \| \| \| \| \| 尼安德特人 - 温迪亚洞穴 \| \| \| \| |
|  | |
|  | 尼安德特人 - 西德隆洞穴                                                                                 |
|  | |
|  | 尼安德特人 - 温迪亚洞穴                                                                                 |
|  | |

|  | 尼安德特人 - 西德隆洞穴 |
|  |                         |
|  | 尼安德特人 - 温迪亚洞穴 |
|  |                         |

|  | 丹尼索瓦人 - 丹尼索瓦洞穴 |
|  |                           |
|  | 丹尼索瓦人 - 白石崖溶洞   |
|  |                           |

|  | 尼安德特人 - 丹尼索瓦洞穴                                                                               |
|  | |
|  | \| \| 尼安德特人 - 西德隆洞穴 \| \| \| \| \| \| 尼安德特人 - 温迪亚洞穴 \| \| \| \| |
|  | |
|  | 尼安德特人 - 西德隆洞穴                                                                                 |
|  | |
|  | 尼安德特人 - 温迪亚洞穴                                                                                 |
|  | |

|  | 尼安德特人 - 西德隆洞穴 |
|  |                         |
|  | 尼安德特人 - 温迪亚洞穴 |
|  |                         |

|  | 丹尼索瓦人 - 丹尼索瓦洞穴 |
|  |                           |
|  | 丹尼索瓦人 - 白石崖溶洞   |
|  |                           |

|  | 尼安德特人 - 丹尼索瓦洞穴                                                                               |
|  | |
|  | \| \| 尼安德特人 - 西德隆洞穴 \| \| \| \| \| \| 尼安德特人 - 温迪亚洞穴 \| \| \| \| |
|  | |
|  | 尼安德特人 - 西德隆洞穴                                                                                 |
|  | |
|  | 尼安德特人 - 温迪亚洞穴                                                                                 |
|  | |

|  | 尼安德特人 - 西德隆洞穴 |
|  |                         |
|  | 尼安德特人 - 温迪亚洞穴 |
|  |                         |

|  | 丹尼索瓦人 - 丹尼索瓦洞穴 |
|  |                           |
|  | 丹尼索瓦人 - 白石崖溶洞   |
|  |                           |

|  | 尼安德特人 - 丹尼索瓦洞穴                                                                               |
|  | |
|  | \| \| 尼安德特人 - 西德隆洞穴 \| \| \| \| \| \| 尼安德特人 - 温迪亚洞穴 \| \| \| \| |
|  | |
|  | 尼安德特人 - 西德隆洞穴                                                                                 |
|  | |
|  | 尼安德特人 - 温迪亚洞穴                                                                                 |
|  | |

|  | 尼安德特人 - 西德隆洞穴 |
|  |                         |
|  | 尼安德特人 - 温迪亚洞穴 |
|  |                         |

|  | 丹尼索瓦人 - 丹尼索瓦洞穴 |
|  |                           |
|  | 丹尼索瓦人 - 白石崖溶洞   |
|  |                           |

|  | 尼安德特人 - 丹尼索瓦洞穴                                                                               |
|  | |
|  | \| \| 尼安德特人 - 西德隆洞穴 \| \| \| \| \| \| 尼安德特人 - 温迪亚洞穴 \| \| \| \| |
|  | |
|  | 尼安德特人 - 西德隆洞穴                                                                                 |
|  | |
|  | 尼安德特人 - 温迪亚洞穴                                                                                 |
|  | |

|  | 尼安德特人 - 西德隆洞穴 |
|  |                         |
|  | 尼安德特人 - 温迪亚洞穴 |
|  |                         |

|  | 丹尼索瓦人 - 丹尼索瓦洞穴 |
|  |                           |
|  | 丹尼索瓦人 - 白石崖溶洞   |
|  |                           |

|  | 尼安德特人 - 丹尼索瓦洞穴                                                                               |
|  | |
|  | \| \| 尼安德特人 - 西德隆洞穴 \| \| \| \| \| \| 尼安德特人 - 温迪亚洞穴 \| \| \| \| |
|  | |
|  | 尼安德特人 - 西德隆洞穴                                                                                 |
|  | |
|  | 尼安德特人 - 温迪亚洞穴                                                                                 |
|  | |

|  | 尼安德特人 - 西德隆洞穴 |
|  |                         |
|  | 尼安德特人 - 温迪亚洞穴 |
|  |                         |

尼安德特人被归到人属中的人科，通常认为是独特的物种，学名H. neanderthalensis。不过有时也被作为智人（Homo sapiens）的一个亚种，学名H. sapiens neanderthalensis，如果按照上述归类方法，现代人类的学名应当是H. sapiens sapiens。
通常定义物种的标准是两个群体在遗传上相互独立，但有证据表明，现代人类曾和尼安德特人杂交。不过，现代人类Y染色体和线粒体DNA中没有来自尼安德特人的基因，而X染色体中来自尼安德特人的基因代表性不足，这或许表明现代人类和尼安德特人的后代出现了生育能力降低或是不育，这表明两个群体间存在部分繁殖障碍，因此可作为两个独立物种的证据。遗传学家斯万特·佩博在2014年称上述争议为“分类学之战”，他认为这个问题无法解决，“因为不存在可完美描述此案例的物种定义”。
相比现代人类，尼安德特人与丹尼索瓦人的关系密切。根据核DNA数据，尼安德特人与丹尼索瓦人的共同祖先相距更近。不过，如果根据线粒体DNA数据，尼安德特人与现代人类的共同祖先相距更近。这或许是因为在尼安德特人与丹尼索瓦人杂交之后，又与人类有过基因交流，由此产生另一线粒体DNA世系。这或许涉及未知早期智人物种与丹尼索瓦人的杂交，或是早期离开非洲的人类与尼安德特人的杂交。

### 演化
普遍认为海德堡人（H. heidelbergensis）是尼安德特人、丹尼索瓦人和现代人类的最近共同祖先，随后三个群体分别在欧洲、亚洲、非洲孤立生存。海德堡人和尼安德特人的分类学差异主要基于欧洲30-24.3万年前海洋同位素第8阶段，在此之后的化石一般被归为尼安德特人。 然而，在西班牙胡瑟裂谷（西班牙語：Sima de los Huesos）发现的疑似尼安德特人遗骨可追溯至43万年前，可能来自早期尼安德特人或是与其关系密切的物种。而距今40万年的海德堡人头骨阿罗埃拉3号可能代表了向尼安德特人演化的过渡阶段，祖先群体和后代群体可能在这一时期共存。在更新世中期，欧洲西部和非洲之间可能还存在基因流动，因此掩盖了部份样本（发现于意大利的西布兰诺和塞维利亚西切沃峡谷的样本）中尼安德特人的特征。距今13万年内的化石记录更加完整，已知的大部分尼安德特人头骨都来自这一时期。在意大利的西布兰诺和拉努乔遗址（義大利語：Fontana Ranuccio）发现的牙齿化石显示。尼安德特人的牙齿特征于45-43万年前的更新世中期演化。
研究者关于现代人类与尼安德特人的分离有两种假说。第一种被称为双阶段（two-phase）假说，分离过程源于某个环境巨变（例如薩勒冰期），这导致生活在欧洲的海德堡人快速演化出更强壮的体型和较长的头骨（第一阶段），并由此导致了其它颅骨解剖学变化（第二阶段）。然而，尼安德特人的解剖学构造似乎未完全适应寒冷环境，因此第二种渐进假说（accretion model）认为，尼安德特人从海德堡人的分离过程是缓慢进行的，其包含四个阶段：早期尼安德特人预备种（海洋同位素第12阶段，埃爾斯特冰期），尼安德特人预备种（海洋同位素第11-第9阶段，霍爾斯坦間冰期），早期尼安德特人（海洋同位素第7-第5阶段，薩勒冰期-艾木间冰期），典型尼安德特人（海洋同位素第4-第3阶段，维尔姆冰期）。
关于尼安德特人和现代人类的分离时间有很多不同说法。有人提出距今25万年的弗洛里斯巴德頭骨是两物种最后共同祖先，分离原因与勒瓦娄哇石器技法相关。也有把40万年前的海德堡人作为两者共同祖先。或将60万年前的罗德西亚人作为共同祖先，这种说法认为该人种分离出两个世系，其一发展为现代人类，另一发展为海德堡人/尼安德特人。也有把80万年前的前人作为共同祖先的说法，因相关争议，这个日期可能还要提早至100万年前。不过，根据2020年对于前人牙釉基質蛋白组的研究，他们可能并非现代人类的直接祖先。DNA研究也产生了关于尼安德特人/现代人类分离时间的多种推测，例如53.8-31.5万年前，55.3–32.1万年前、56.5–50.3万年前、65.4–47.5万年前、69–55万年前、76.5–55万年前、74.1–31.7万年前、80–52万年前。
尼安德特人和丹尼索瓦人的关系比现代人类更近，这表明他们之间的分离要晚于现代人类从三方共同祖先的分离。如果假设基因变异几率为每年1 × 10−9或0.5 × 10−9碱基对（bp），那么尼安德特人/丹尼索瓦人的分离时间大约在23.6-19万年（1 × 10−9）或47.3-38.1万年（0.5 × 10−9）前。如果使用每世代1.1 × 10−8的变异率，并设定每代29年，那么分离时间为74.4万年前。假如核苷酸位点每年变异率为5 × 10−10，那么分离时间为61.6万年前。如果使用后面几个年份推断，那么在古人类足迹遍布欧洲时，这种分离就已开始，而尼安德特人的特征应当从60-50万年前开始演化。在分离之前，尼安德特人/丹尼索瓦人（或称尼安德索瓦人）到达欧洲时与一未知古人种发生了杂交，这批古人类可能是早期离开非洲的群体，时间大约在190万年前。

## 人口信息

### 分布范围

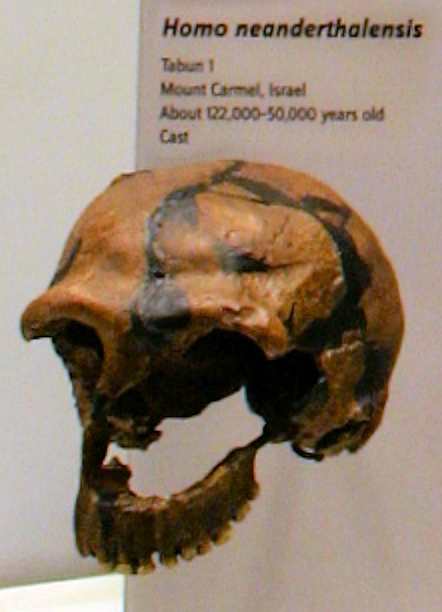
发现于以色列塔本洞穴的尼安德特人头骨，现藏于以色列博物館。

人们对生活于艾木间冰期（13万年前）之前的早期尼安德特人了解不多，信息大多来自位于西欧的洞穴遗址。自13万年前开始，典型尼安德特人的化石记录显著增多，分布范围遍及欧洲东部、中部和西部，地中海附近，以及亚洲西南、中部和北部，直至西伯利亚阿尔泰山脉。早期尼安德特人的活动范围似乎局限于如今法国、西班牙和意大利 ，不过也有向东扩展定居点的趋势。法国西南部是早期和晚期尼安德特人活动密度最大的区域。
已发现最南部的遗址是位于黎凡特的舒克巴洞穴；之前报告的位于北非杰贝尔伊罗和奥菲特耶的尼安德特人遗址后被证实其居民为智人。最东边的遗址是位于西伯利亚东经85度的丹尼索瓦洞穴；以及在广东省发现的马坝人，其为一个具备尼安德特人特征的头骨，不过这也可能是趋同演化的结果。最北部遗址位于北纬55度，此外在北纬50-53度也有疑似尼安德特人遗迹，不过这些位置的活动痕迹可能因冰川扩张而难以探索。古人类学家特林·凱爾伯格·尼路臣认为上述原因（以及缺乏对该地区的详细研究）也可作为斯堪的纳维亚半岛南部缺少尼安德特人活动踪迹的解释。曾在北纬60度东欧平原发现中石器时代人工制品，但这些作品更可能是出自现代智人之手。2017年的一项研究指出，尼安德特人曾于13万年前到达北美大陆，并在加利福尼亚州切鲁蒂乳齿象遗址留下踪迹，但关于这个结论仍有许多争论。
尚不清楚末次冰期（丹斯高-厄施格周期）气候波动对尼安德特人的影响。温暖气候可促使森林扩张，阻碍巨型动物群的活动，而寒冷气候则相反。尼安德特人可能偏好温暖气候。他们的种群数量可能在寒冷时期（但并非极端严寒时）达到峰值，例如在海洋同位素第8和第5阶段，对应30万年和19.1万年前的薩勒冰期。冰川退却时，他们的族群数量可能增加，而冰川扩张时，族群数量则减少。2021年，古人类学家伊斯雷·赫什科維茨（Israel Hershkovitz）领导的小组在以色列地区挖掘出了距今14-20万年前的內謝爾拉姆拉人骸骨，这些骨头表现出尼安德特人和直立人的特征，显示出这些群体在冰期后重新在欧洲活动。

### 种群数量
与现代智人类似，尼安德特人可能也源于一个较小的族群，有效种群大小——群体中可有效参与繁殖的个体数量——约为3,000-12,000人。不过，尼安德特人的总人口数量并未增加，而是一直维持在较低水平，这导致有微小害处的基因无法有效的通过自然选择而剔除。一些基于线粒体DNA的研究显示出不同的种群数量估测，例如稳定维持的1,000到5,000或5,000到9,000，或者是从3,000稳定增长至5.2万年的峰值25,000，而后下降直至灭绝。考古学证据显示，在现代人类和尼安德特人于欧洲共处时期，人类人口增长率是尼安德特人的十倍，尼安德特人较低的生育率、较高的婴儿死亡率或许导致其在人口方面占据劣势。对于尼安德特人族群数量过万的估算存在争议，他们持续较低的人口可以由“柏泽尔普陷阱”得到解释：种群具备的技术有助于食物获取，种群的环境承载力由其可得到的食物总量决定，而种群数量反过来又会影响技术发展。种群数量的提高有利于技术创新，而假如种群过低，创新的频率就会在较低水平，从而无法起到促进种群数量增长的作用。这种规律解释了为何尼安德特人的石器技术发展停滞长达15万年。
在206个尼安德特人样本中，年轻群体数量显著多余其它年龄段。有80%的样本个体在20-40岁之间，这显示出当时尼安德特人生活环境充满危险。不过，也有估计认为尼安德特人的年龄金字塔与同时代现代智人相似。尼安德特人族群中的婴儿死亡率极高，生活在欧亚大陆北部群体有约43%的婴儿死亡率。

## 解剖特征
尼安德特人男性身高约165至168公分，女性身高约152－156公分，颅骨容量約 1,200－1,750 cm³（现代人約 1,400－1,600 cm³）。身体特征：额头平扁（眉弓到发际线的距离比现代人短得多）、下颌角圆滑，下巴不如现代人前突。骨骼强健，身體耐寒。其具体特征是肱骨、尺骨、橈骨之間的比例，和股骨、胫骨、腓骨之間的比例大於现代人。此為适应寒冷气候的典型。另外，研究亦顯示尼安德特人的牙齒的琺瑯質較現代人的祖先的為薄。

## 生活方式
尼安德塔人看来是相当稀少的群体，已经在法国北部发现尼安德塔人的藝術品；在艺术品中发现一颞骨，通过研究发现，它属于一个尼安德塔人。
就艺术品本身，它们的一端被切出一条沟，应该是被人用绳子绑起来的。而现代人的艺术品，则是在其中打洞，并将之用绳串起来。
在其营地发现的尼安德特人的生活用品大多是工具。但是据调查，尼安德塔人的工具在数万年當中都没有改革。因此通常认为他们的智力比现代人低。他们没有弓箭，要利用特殊的策略去围捕动物。他们会与熊等动物争夺栖身用的洞穴。
已發現的尼安德塔人遗骸都有發現被工具刮下肉的痕跡，推測他們會將死去的同伴也用來作食用，考古學家認為那是因為他們欠缺有效的狩獵技巧。
目前發現尼安德塔人似乎也會建造墓葬，據讀者文摘的一考古學家撰寫的資料表示，在北法某一洞窟發掘出來的遺址的土壤中，經土壤分析發現有花粉的痕跡化石，且其舉行方式跟今日歐美國家類似，都是對死者的墓塚進行獻花，但尼安德塔人為何會進行墓葬，從何時開始學會祭祀，成了待解之謎。
里斯本大學教授若昂·齊爾豪 (João Zilhão) 表示，尼安德特人具有使用符號和抽象思維的能力，這源於西班牙的洞穴。

## 命运
尼安德塔人的遗迹从中东到英国，再往南延伸到地中海的北端，甚至遠至西伯利亞，都有所发现。这些遗迹有骨骸、营地、工具，甚至艺术品。尼安德塔人的遗迹消失的时候，大概正是在智人进入欧洲的时候。
早期學說認為尼安德特人在現代人的入侵下已經絕種。可能是由于气候突然寒冷起来；尼安德塔人为避寒而躲进山谷；群体之间缺乏联系，近亲交配增多；加上現代人与之的竞争，导致了尼安德塔人的灭亡
。
美國科學期刊《公共科學圖書館》（PLOS One）2019年11月27日刊登的最新研究：《近親繁殖，阿利效應和隨機性可能足以說明尼安德特人滅絕》，研究內容推測尼安德塔人滅絕可能有3個因素：

第1個因素是近親繁殖，這會損害人口的適應度，根據這份新研究引用的先前研究，尼安德塔人的生殖適應力比現代人類低4成。
第2個因素是「阿利效應」（Allee effect），「阿利效應」指族群密度低於某個門檻時，生育率會低於死亡率（因為配偶選擇有限），人口太少導致外出打獵者少、無法保護食物不被動物吃掉、無法養育孩子，造成族群進一步縮小，終致滅絕。
第3個因素是出生率、死亡率、性別比的自然波動，科學家指出，智人抵達歐洲與近東地區時，尼安德塔人的人口數很少，僅約1萬人至7萬人，因此近親繁殖、或是出生率、死亡率、性別比的自然波動都可能導致他們滅亡。
著有《入侵者》（The Invaders）一書的人類學家帕特希普曼（Pat Shipman）認為，在現代人類的祖先將尼安德塔人趕上絕路的過程中，狗很可能扮演了關鍵角色。還有一種猜測，那就是他們的滅亡是因為他們的眼睛太大，需要利用過多腦部空間去處理視覺信息，這讓他們在進化過程中處於劣勢。

### 与智人的混血后裔
在2010年以前，学者就开始研究尼安德特人是否能與智人混血，早期研究大多以为不可能混血；但后来少數證據顯示，尼安德特人可能因為在遺傳上居於劣勢，所以都被現代人同化，而不是單純地完全滅絕，例如在葡萄牙发现的一具4岁小童的尸骨，其中的解剖显示了很多尼安德塔人的特征，如提到的肱骨與尺桡骨的比例、以及下颌骨的形状。但是他配有装饰品，下巴的强健构造，而且他生活在尼安德塔人灭绝的3千年后，刷新了灭绝的时间记录。
直到2010年發表的一份基因研究报告才有突破性的发现，在对比尼安德特人和五个分别来自中国、法国、巴布亚新几内亚、西非洲及南非洲的现代人基因样本后，发现非洲以外的大多數現代人（包括欧洲、亚洲、美洲及大洋洲人）的基因有至少1至4%源自尼安德特人，而撒哈拉沙漠以南的非洲现代人則沒有這些基因。由于东亚人及东南亚人，包括巴布亚民族、美洲原住民都携带此基因，但除欧洲及中东以外的地区都未再发现尼安德特人的遗迹，因此报告作者推断，这是因为智人走出非洲时在中东一带与尼安德特人相遇，并发生小规模融合混血，然后才迁移到世界各地，所以非洲以外的现代人都携有这部份基因。